# Königswartha
Königswartha (szorb nyelven Rakecy) település Németországban, azon belül Szászország tartományban. Lakosainak száma 3387 fő (2023. december 31.). Königswartha Lohsa, Radibor, Neschwitz, Ralbitz-Rosenthal és Wittichenau községekkel határos.

## Népesség
A település népességének változása:
| Lakosok száma | 3473 | 3463 | 3365 | 3454 | 3387 |
|               | 2017 | 2019 | 2021 | 2022 | 2023 |